# NATO-Gipfel in Bonn 1982

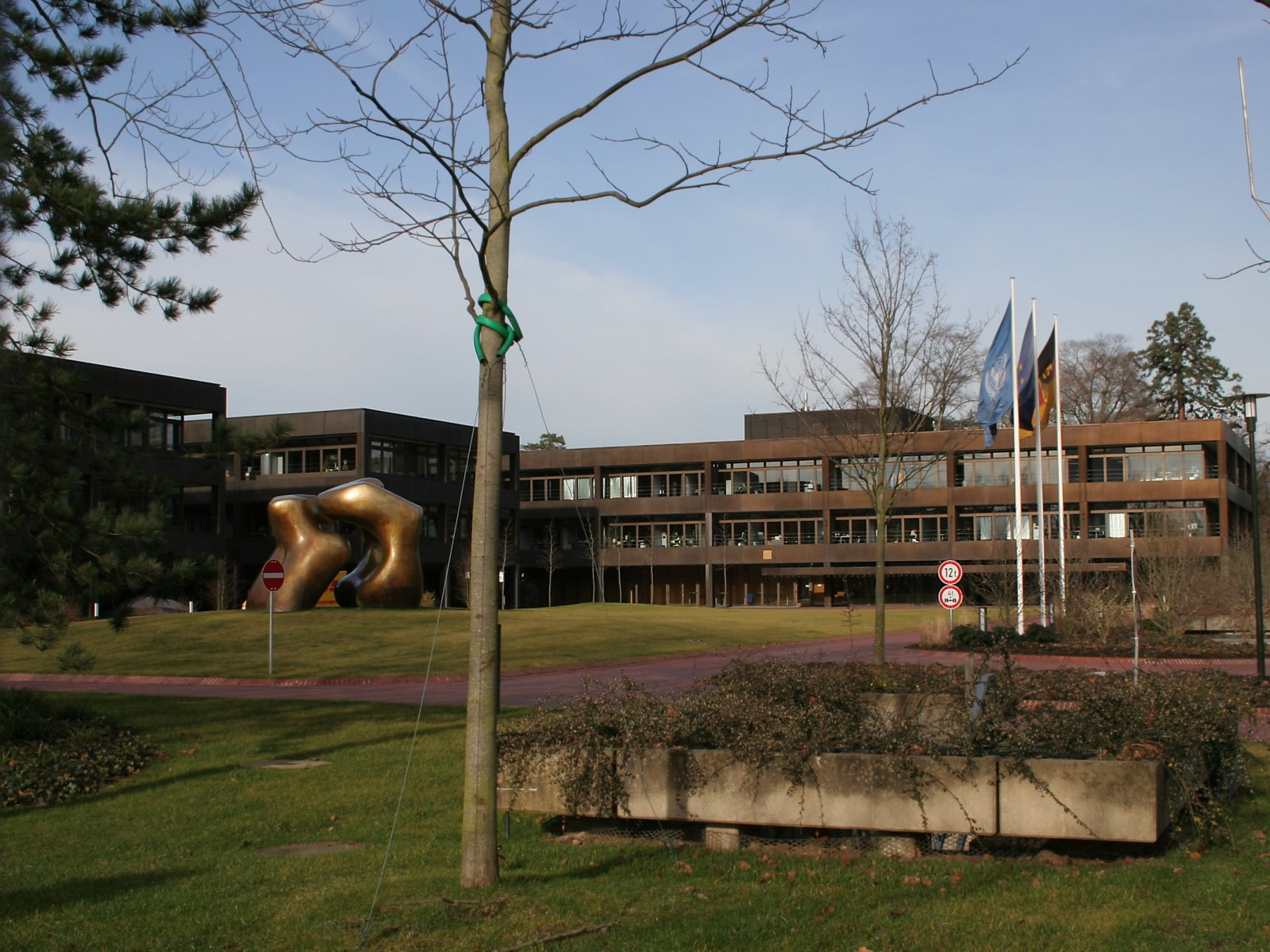
Bundeskanzleramt Bonn, Austragungsort der Gipfeltreffens

Der NATO-Gipfel in Bonn 1982 fand in der damaligen Bundeshauptstadt Bonn vom 9. bis 10. Juni 1982 statt. Das Gipfeltreffen der Staats- und Regierungschefs des Nordatlantikrates (offiziell: Tagung des NATO-Rates) stand im Zeichen des NATO-Doppelbeschlusses und der massiven Demonstrationen dagegen.

## Teilnehmer

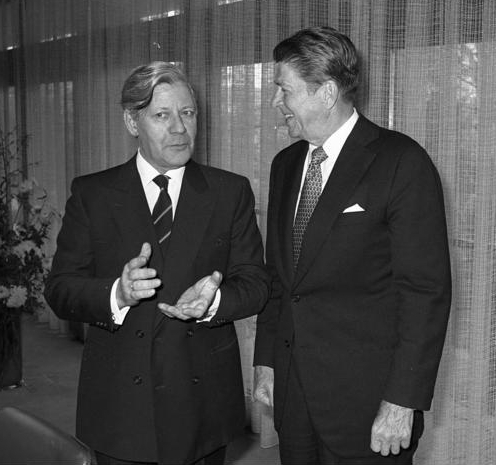
Bundeskanzler Helmut Schmidt und US-Präsident Ronald Reagan

| NATO                   | Joseph Luns                                 | Generalsekretär; Vorsitzender der Ratstagung |
| Belgien                | Wilfried Martens, Ministerpräsident         | Leo Tindemans, Außenminister                 |
| Dänemark               | Anker Jørgensen, Ministerpräsident          | Kjeld Olesen, Außenminister                  |
| Deutschland            | Helmut Schmidt, Bundeskanzler               | Hans-Dietrich Genscher, Außenminister        |
| Frankreich             | Pierre Mauroy, Premierminister              | Claude Cheysson, Außenminister               |
| Griechenland           | Andreas Papandreou, Ministerpräsident       | Ioannis Charalambopoulos, Außenminister      |
| Island                 | Gunnar Thoroddsen, Ministerpräsident        | Olafur Johannesson, Außenminister            |
| Italien                | Giovanni Spadolini, Ministerpräsident       | Emilio Colombo, Außenminister                |
| Kanada                 | Pierre Trudeau, Premierminister             | Mark MacGuigan, Außenminister                |
| Luxemburg              | Pierre Werner, Ministerpräsident            | Colette Flesch, Außenministerin              |
| Niederlande            | Andreas von Agt, Ministerpräsident          | van Agt war auch Außenminister               |
| Norwegen               | Kåre Willoch, Ministerpräsident             | Svenn Thorkild Stray, Außenminister          |
| Portugal               | Francisco Pinto Balsamāo, Ministerpräsident | André Goncalves Pereira, Außenminister       |
| Spanien                | Leopoldo Calvo-Sotelo, Ministerpräsident    | José Pedro Perez-Llorca, Außenminister       |
| Türkei                 | Bülend Ulusu, Ministerpräsident             | İlter Türkmen, Außenminister                 |
| Vereinigtes Königreich | Margaret Thatcher, Premierministerin        | Francis Pym, Außenminister                   |
| Vereinigte Staaten     | Ronald Reagan, Präsident                    | Alexander Haig, Außenminister                |

## Themen und Ausgangslage
Der Bonner NATO-Gipfel war der erste nach vier Jahren (zuletzt hatten sich die Staats- und Regierungschefs 1978 in Washington getroffen). Eine Woche zuvor hatte ein G7-Gipfel in Versailles, Frankreich stattgefunden.
Bundeskanzler Schmidt maß dem NATO-Treffen größere Bedeutung zu, da es ein unmittelbares Zeichen der Geschlossenheit der westlichen Welt und deren gewachsener Stärke setzen könne. Allerdings hatte sich seine Partei (SPD) unter Vorsitz von Willy Brandt gegen den Beitritt Spaniens als 16. Mitglied ausgesprochen.
Frankreichs Präsident Mitterrand beabsichtigte mit seiner Teilnahme (nur am Abendessen des Vortags), eine Annäherung seines Landes an das Bündnis zu signalisieren, nachdem Frankreich unter de Gaulle die NATO-Unterstellung seiner Streitkräfte beendet hatte. Mitterrand unterschrieb auch die politische Erklärung von Bonn. Beweggrund hierfür war die wachsende Sorge vor militärischem Ungleichgewicht in Europa und der Rüstung der Sowjetunion.

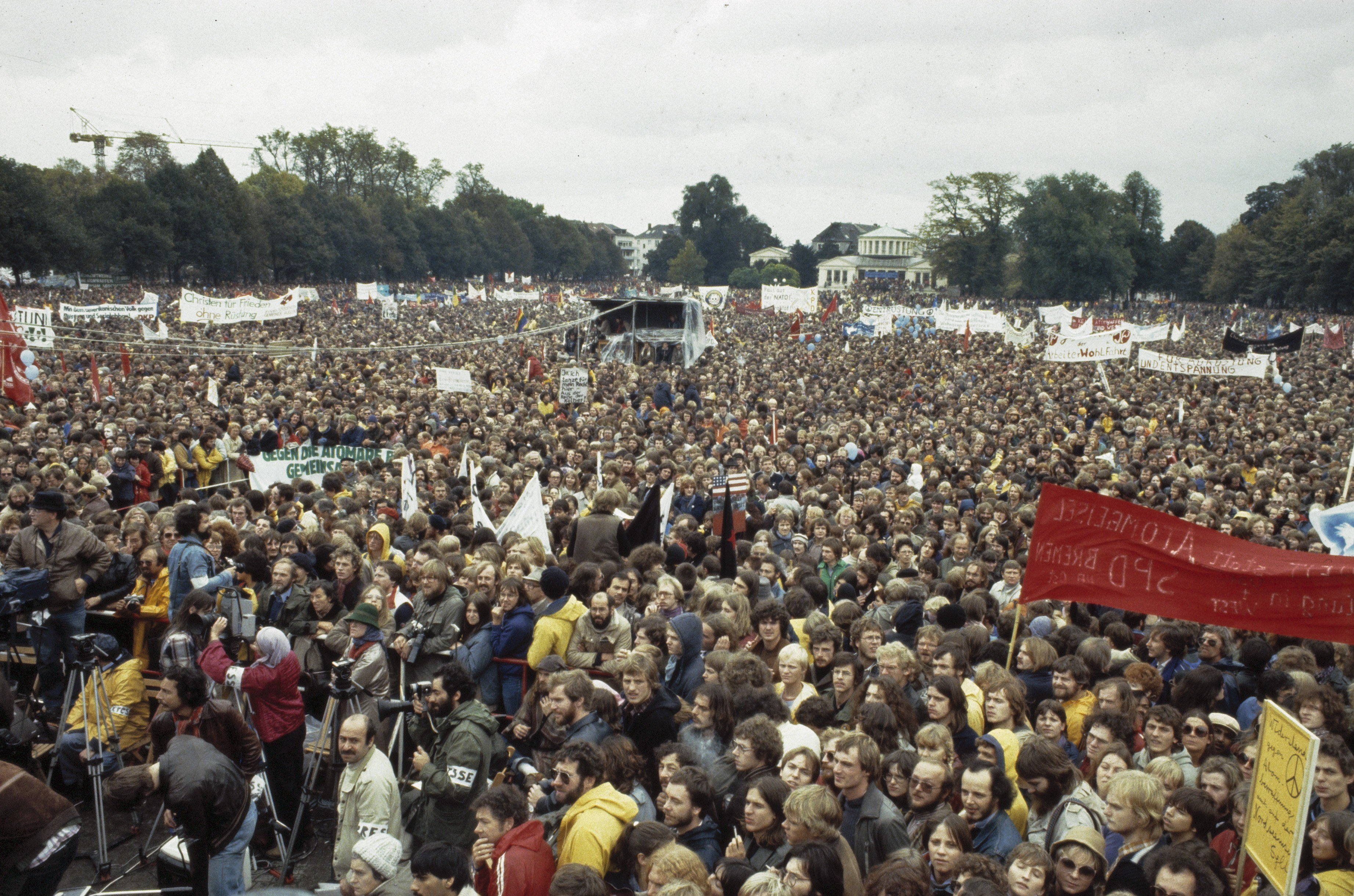
Massendemonstration im Bonner Hofgarten gegen den Doppelbeschluss der NATO (Oktober 1981)

In den USA war Präsident Reagan neu im Amt und es bestanden bei den kleineren europäischen Bündnispartnern Unsicherheiten bezüglich seiner künftigen Politik in Fragen der Rüstung und Rüstungskontrolle. Mitte der 1970er Jahre hatte sich der Ost-West-Konflikt angesichts wachsender Spannungen verschärft. Die Sowjetunion hatte nuklearfähige SS-20 Flugkörper installiert, worauf die NATO im Dezember 1979 mit ihrem Doppelbeschluss antwortete.
Gegen diesen Doppelbeschluss formierte sich breiter gesellschaftlicher Protest, wobei es insbesondere um die Stationierung US-amerikanischer Pershing II Mittelstreckenraketen in Deutschland ging. Am 10. Juni 1982 kamen in Bonn rund 400.000 Demonstranten zusammen, um gegen die NATO, gegen die Stationierung neuer Raketen und gegen den Doppelbeschluss zu protestieren. Aufgerufen hatte eine Allianz von Kirchenvertretern, Gewerkschaften, SPD und GRÜNE.

## Beschlüsse
Die Gipfelerklärung von Bonn enthält ein Sechs-Punkte-Programm für Frieden in Freiheit. Die Sowjetunion wird zu mehr Zurückhaltung und verantwortungsvollem Handeln aufgerufen, um Verbesserungen im Ost-West Verhältnis zu erlauben.
Die Erklärung unterstreicht die Position der NATO in Fragen von Rüstung und Rüstungskontrolle; sie betont ferner die Bedeutung der Menschenrechte und fordert die Einhaltung der Schlussakte von Helsinki.

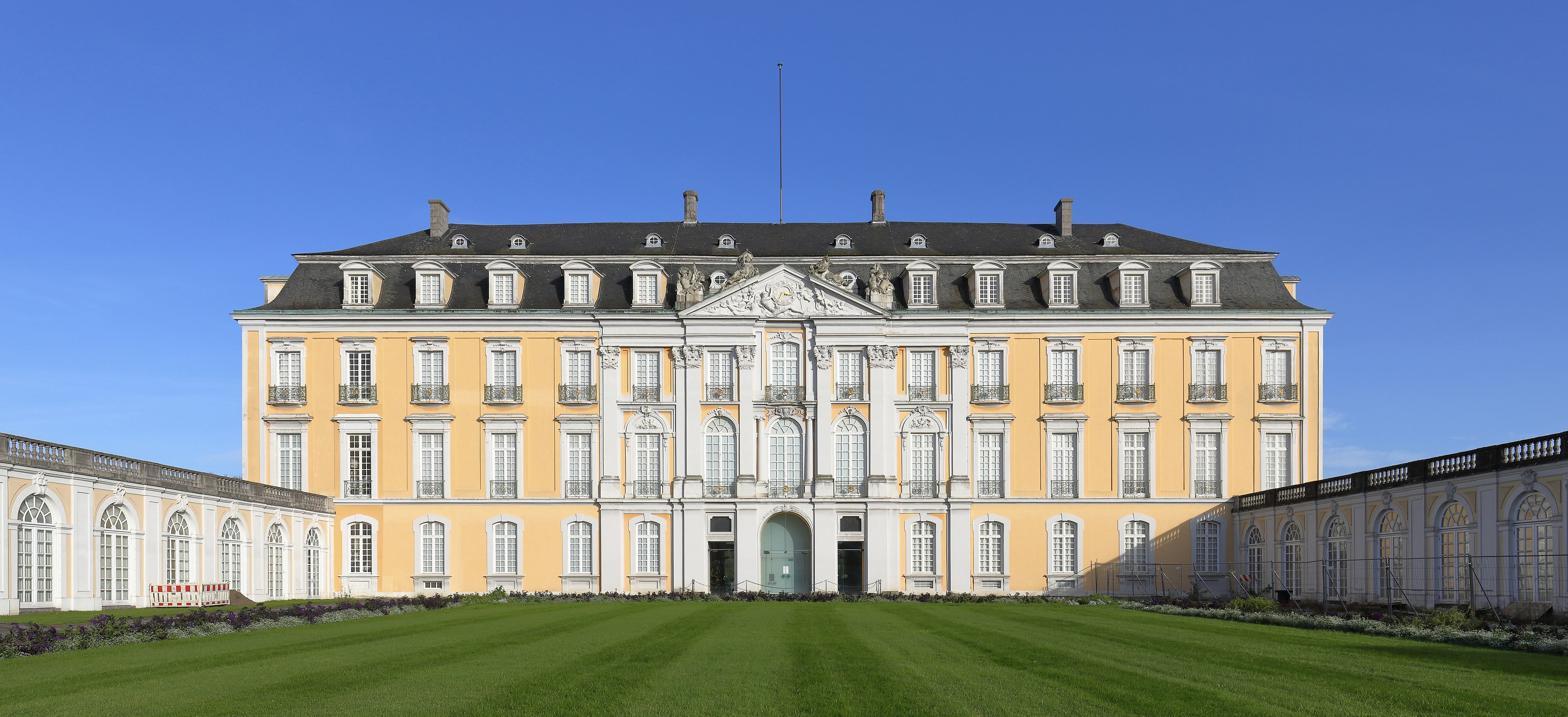
Schloss Augustusburg, Brühl

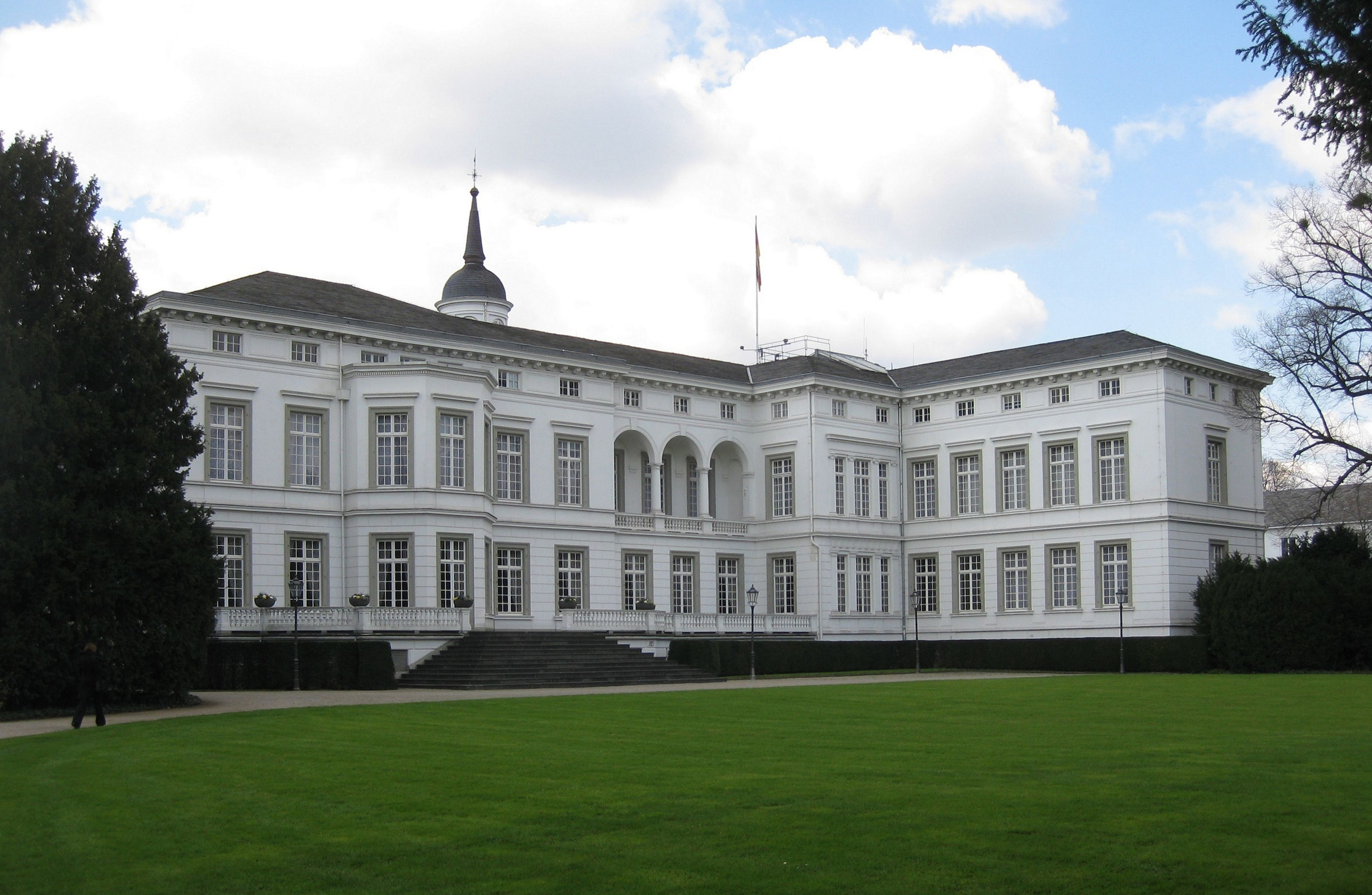
Palais Schaumburg, Bonn. Die dem Rhein zugewandte Rückseite.

## Programm und Ablauf
Am Abend des 9. Juni 1982 gab Bundespräsident Karl Carstens ein Abendessen zu Ehren der Staats- und Regierungschefs, des NATO-Generalsekretärs und der Außenminister auf Schloss Augustusburg in Brühl. Zu diesem Abendessen reiste auch der Präsident Frankreichs, Francois Mitterrand, an, der ansonsten nicht an der Tagung des NATO-Rates teilnahm.
Die Eröffnungsveranstaltung der Ratstagung fand im Plenarsaal des Deutschen Bundestages im Bundeshaus statt. Die Flagge des neu beigetretenen Spaniens wurde zu Beginn der Veranstaltung feierlich von Angehörigen der Bundeswehr in den Saal getragen und zwischen den Flaggen der anderen Mitgliedstaaten platziert.
Anschließend fand eine Arbeitssitzung im sog. NATO-Saal des Bundeskanzleramts statt. Vor dem Mittagessen im Palais Schaumburg wurde das übliche Gruppenfoto aufgenommen.

## Quelle
- Schriftgut des Arbeitsstabs Nordatlantischer Gipfel, Auswärtiges Amt, Politisches Archiv, Geschäftszeichen: 700 – 700.65 NATO